# Parcul din satul Ivancea

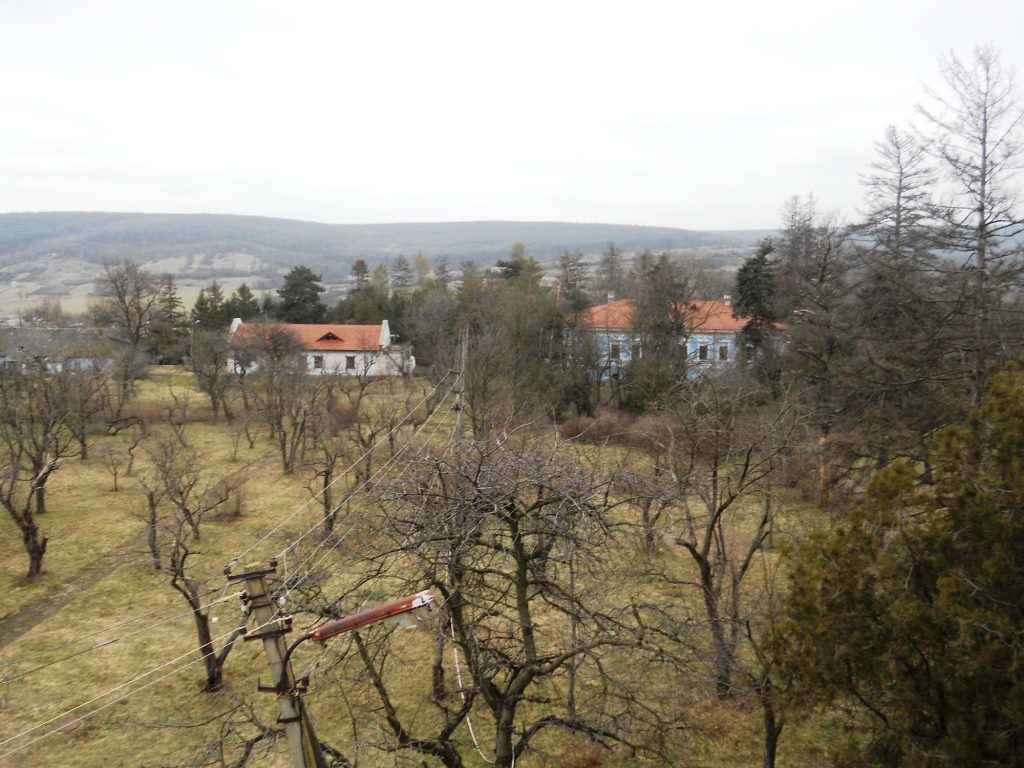
Vedere generală din partea de nord

Parcul din satul Ivancea, raionul Orhei, este amplasat în centrul satului și datează de la jumătatea secolului al XIX-lea. Are o suprafață de 3 ha (4,6 ha în alte surse) și este situat la 10–12 km sud-est de orașul Orhei și la 30–32 km distanță de Chișinău. Este o arie protejată din Republica Moldova, reprezentând un monument de arhitectură peisagistică în administrarea Primăriei comunei Ivancea. Este, de asemenea, protejat ca parte a monumentului istoric pe care îl reprezintă conacul lui Balioz.

## Istoric

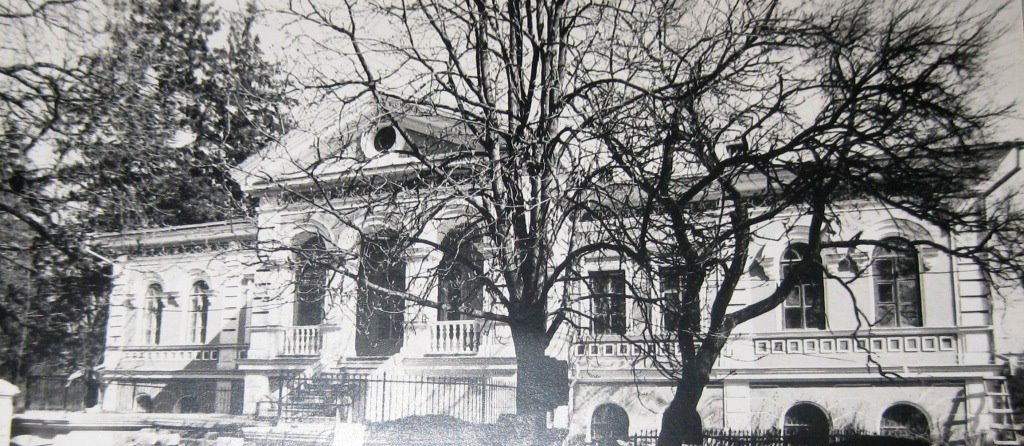
Conacul în perioada sovietică

Boierul Carabet Balioz, proaspăt mutat la Ivancea în timpul epidemiilor din 1825–1830, a angajat niște coloniști ucraineni și a cumpărat 3,5 ha de pământ de la boierul Deonis Donici pentru a-și ridica un conac, astăzi cunoscut drept conacul familiei Balioz. Conacul s-a conservat bine până în prezent. Parcul dimprejurul conacului a fost sădit în stil regulat în anii 1853–1873. Anul dării în exploatare a parcului se consideră 1880. Parcul era amplasat la marginea satului, dar între timp satul s-a extins și acum parcul practic se află în centru.
După moartea boierului Balioz, teritoriul a rămas în proprietatea soției sale Ana, care a locuit acolo o perioadă, apoi a dispărut fără urmă. Conacul și parcul au revenit ulterior fiilor lui Balioz. În 1913 aceștia vând averea moștenită boierului Bogdasarov, un om foarte înstărit, proprietarul mai multor fabrici și uzine din România, Ucraina și Moldova. Acesta a făcut anumite modificări și renovări în parc. După 1918, când în România a avut loc reforma agrară, boierul a împărțit cele 300 de desetine, pe care le avea în Ivancea, între el și surorile sale. Acestea însă s-au refugiat la București înainte de cel de-al doilea război mondial, lăsând baltă conacul și parcul.

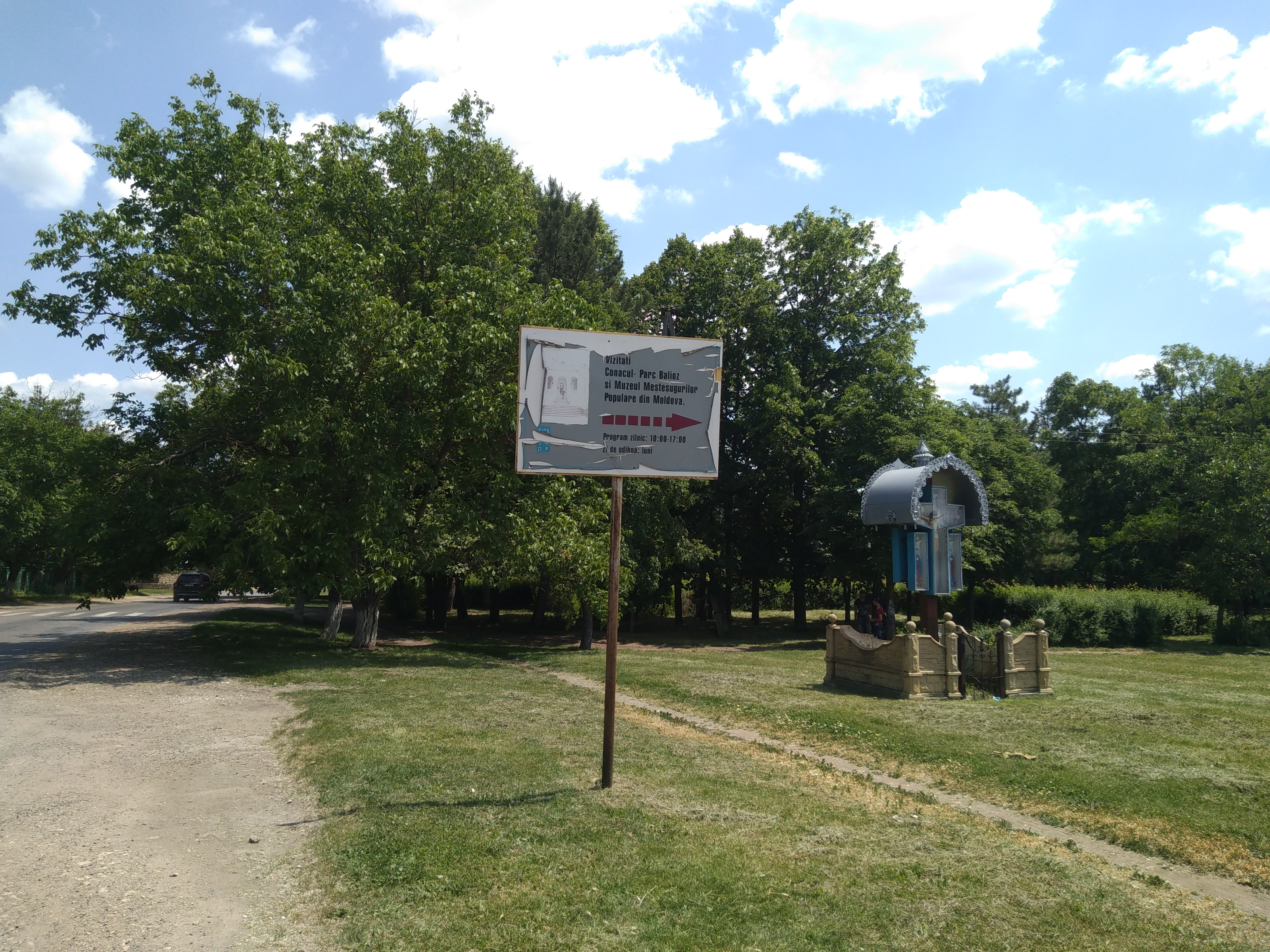
Panou în centrul satului care indică amplasarea Muzeului de meșteșugării populare

Din lipsă de îngrijire, anume în timpul războiului au început să dispară florăria, plantele agățătoare, aleea de pe movila artificială, au început să se distrugă  havuzurile cu statui de marmură. Din 1940, conacul a fost reparat de două ori, dar parcul nu a beneficiat de intervenții majore. Teritoriul s-a aflat la balanța Ministerului Sănătății din RSSM până în 1979, apoi a trecut în subordinea Ministerului Culturii care, în 1984, întreprinde unele măsuri de renovare a livezii, parcului și conacului pentru a amenaja Muzeul de meșteșugării populare a satului Ivancea, care a funcționat până în 2006. Parcul a devenit o filială a Muzeului Național de Etnografie și Istorie Naturală din Chișinău. În anii 2006–2007, Muzeul a semnat un contract cu „Casa Vinului” SRL cu scopul de a restaura conacul și parcul. Deoarece SRL-ul încălca principiile de restaurare a obiectelor de patrimoniu natural, în 2010, Muzeul cere în judecată anularea înțelegerii din 2006–2007, iar litigiul este încă în curs de desfășurare. Pe perioada litigiului, în parc accesul este interzis.
Speciile de conifere au fost grav afectate în 2012, când un val de arșiță a uscat toți brazii și molizii.

## Descriere

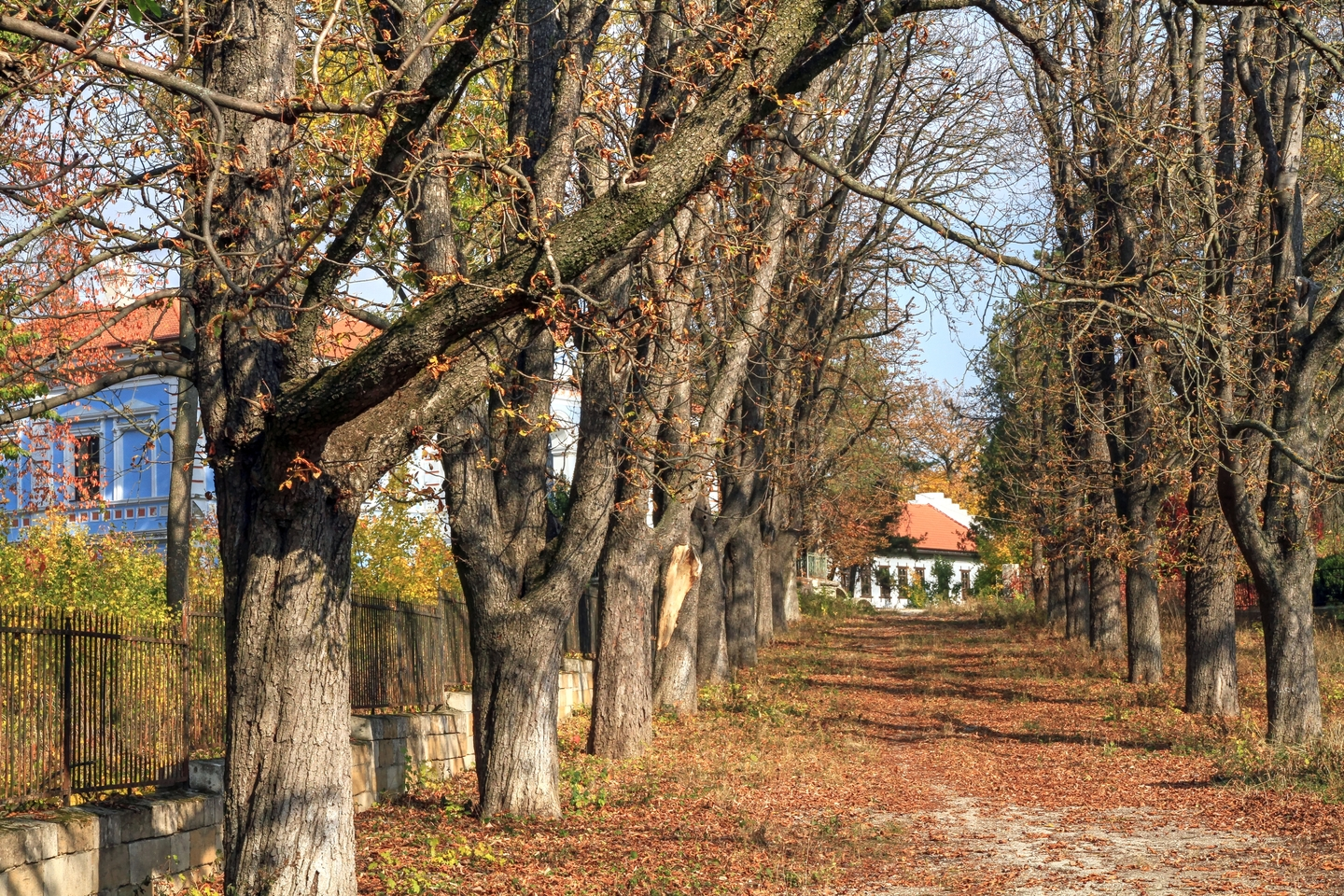
Aleea de castani

Parcul este amplasat în centrul satului Ivancea, pe o pantă liniștită cu expoziție sudică. Se clasifică drept parc de stil regulat combinat cu cel de landșaft. Este înconjurat de un zid de piatră, lângă care cresc plante conifere (molizi) și foioase (mesteacăni, frasini, castani). Intrarea principală este în colțul de sud-vest, unde este amenajată o poartă de metal.
Conacul este elementul central al parcului. În stânga acestuia, au fost construite două case: una pentru oaspeți și a doua pentru servitori și slujbași, ambele părți componente ale curții principale, numită „Curtea albă”. Mai jos de „Curtea albă”, în partea de sud a conacului, se afla curtea gospodărească, unde Balioz a construit o moară cu aburi. Odată cu moara, a fost construit un turn de apă cu patru nivele la extremitatea nordică a parcului, înalt de aprox. 20 m.

### Structura compozițională
În fața conacului, de la aproape de poarta de intrare la vest până la „Curtea albă” la est, este amenajat un scuar, format din plante conifere (molizi, brazi, pini și arborele vieții), Ginkgo biloba în două exemplare, merișori, castani, liliaci, lămâițe, lemn câinesc ș.a. În mijlocul scuarului, în partea sa de nord, o parte din teren a fost separată de un zid de piatră cu gard de metal instalat deasupra. Pe acest teren funcționau două havuzuri cu statui de marmură albă, azi distruse. Locul în care erau havuzurile este înconjurat de plante de Buxus sempervirens și de patru brazi, câte doi în partea de sus și de jos a havuzurilor. În partea de sud-vest a scuarului sunt amplasate exemplare de biotă, castan, lămâiță, liliac etc., iar în partea de nord-est exemplare de brad alb, pin, Ginkgo biloba, mălin american, tei, cununiță etc. De la poartă până la conac, pe latura sudică a scuarului, a fost sădită o alee de castani porcești. Paralel cu aceștia este amenajat un drum. Scuarul continuă spre est vizavi de casa de oaspeți, prin alei de liliac și lămâiță cu ieșire în „Curtea albă”.

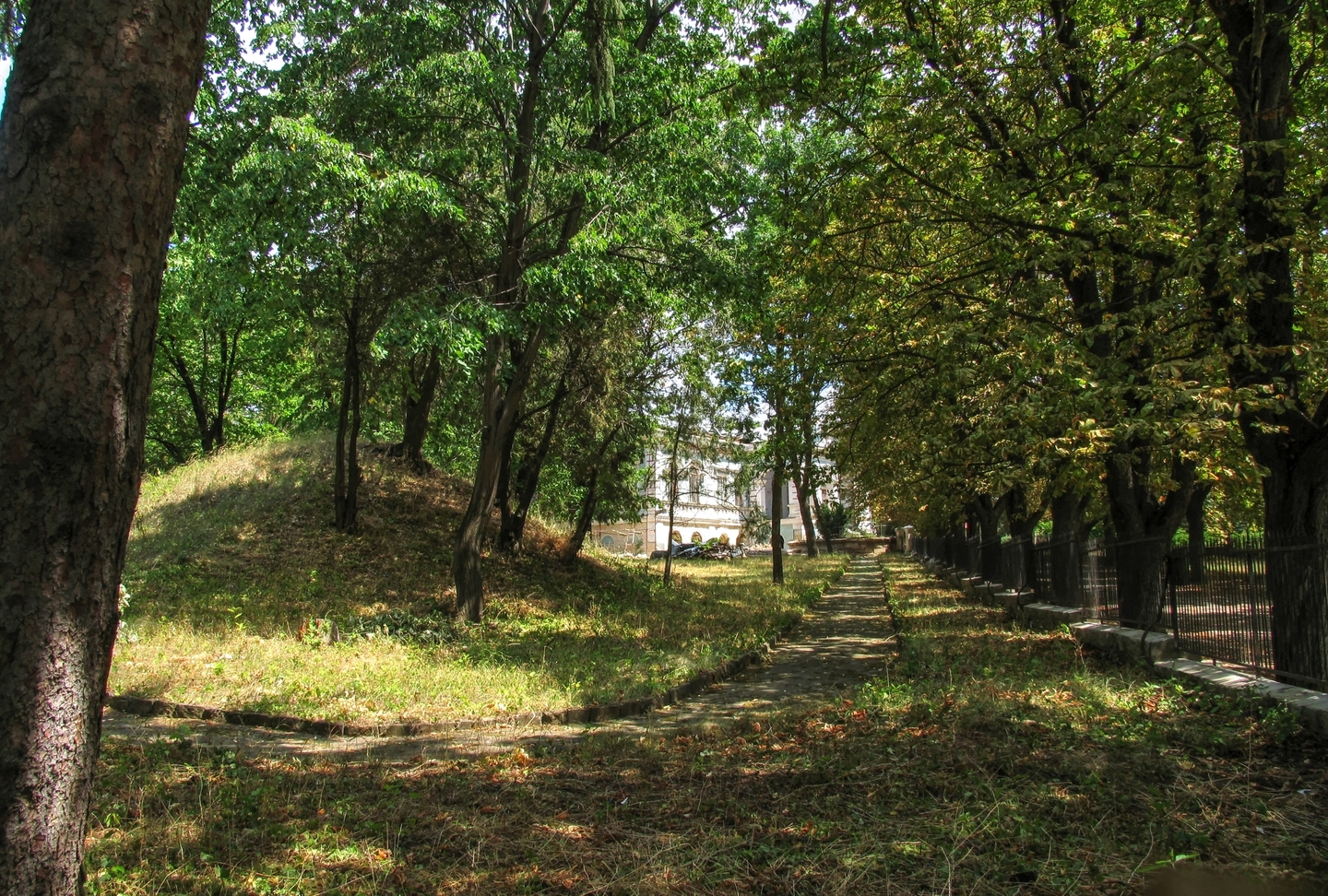
Movila

A doua structură compozițională a parcului o reprezintă fâșia de arbori care se întinde de la aleea de castani de la poartă spre partea de nord, de-a lungul laturii vestice. O alee de brazi începe de la colțul drept al conacului și duce la drumul pietruit din spatele acestuia. În această parte a parcului este amplasată o movilă artificială, care inițial se spune că avea o înălțime de 12 m. De la baza movilei până la vârful ei se ridica o alee șerpuită cu conifere de talie joasă, care îi dădeau movilei aspect verde tot anul împrejur. Din vârful movilei se deschideau vederi în toate direcțiile. Movila este înconjurată de aleea care duce din spatele conacului în fața acestuia. Astăzi movila este cu mult mai mică și este populată doar de iarbă și plante foiase.
Pe aleea dintre movilă și conac, a fost construit un al treilea havuz. Pe locul unde se afla acesta crește viță de Canada.
După scuar și fâșia de arbori, a treia structură compozițională o constituie livada, care acoperă peste jumătate din suprafața parcului și este formată din soiuri de pomi fructuferi din Basarabia secolului XIX: meri, peri, cireși, nuci, piersici ș.a. Livada, având o longevitate redusă, era permanent înnoită, mai puțin în ultimii ani, când aceasta a îmbătrânit și nu mai rodește, mulți copaci uscându-se sau fiind pe cale de a se usca.

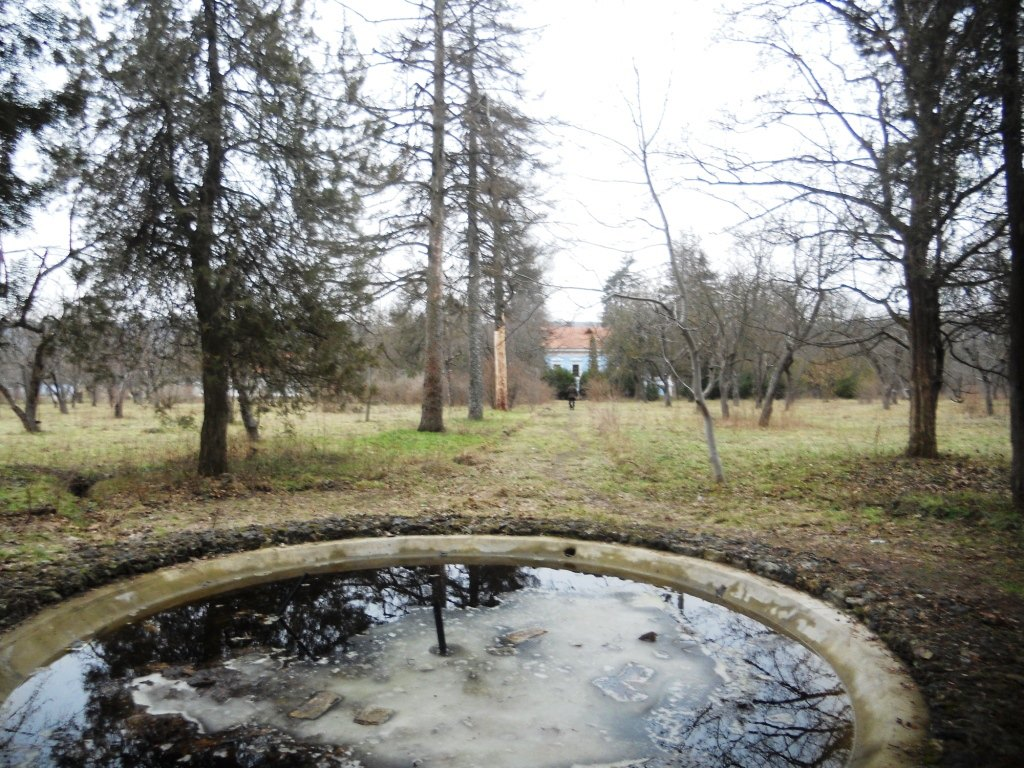
Aleea din livadă și fosta stație de pompare a apei

Mijlocul livezii este străbătut de o alee largă, pietruită, formată inițial din molizi, pini, brazi și foioase. Din planul parcului reiese că la începutul și sfârșitul aleii erau instalate câte un havuz cu statui de marmură albă. În anii 1960, P. Leontiev remarca doar o stație de pompare în capătul nordic al aleii și niciun alt havuz la celălalt capăt.
Sistemul de alei a parcului diferă de cele ale altor parcuri vechi boierești din Moldova prin faptul că sunt largi și pietruite. Majoritatea dintre ele se întretaie în unghiuri drepte.
Despre structura compozițională a parcului, disidentul politic Alexandru Usatiuc-Bulgăr relata în memoriile sale:
„...totul în această grădină boierească, de la clădiri și până la plantații, era făcut și aranjat cu un gust deosebit, într-un stil civilizat. Odată cu maturizarea livezii și parcului, format din arbori, arbuști decorativi, cum ar fi trandafirii, plante agățătoare și multe, multe flori de diferite culori, conacul boieresc cu havuzurile în față, s-a transformat într-un colțișor de rai. Astăzi din ceea ce a fost cândva n-a mai rămas aproape nimic. Nu se mai păstrează livada veche, au dispărut arbuștii, care înfloreau anul împrejur, speciile de plante agățătoare etc. Ne putem doar imagina frumusețea de odinioară care a dominat pe aceste locuri”—în „Memorii”, Orhei, 1996

### Dendroflora

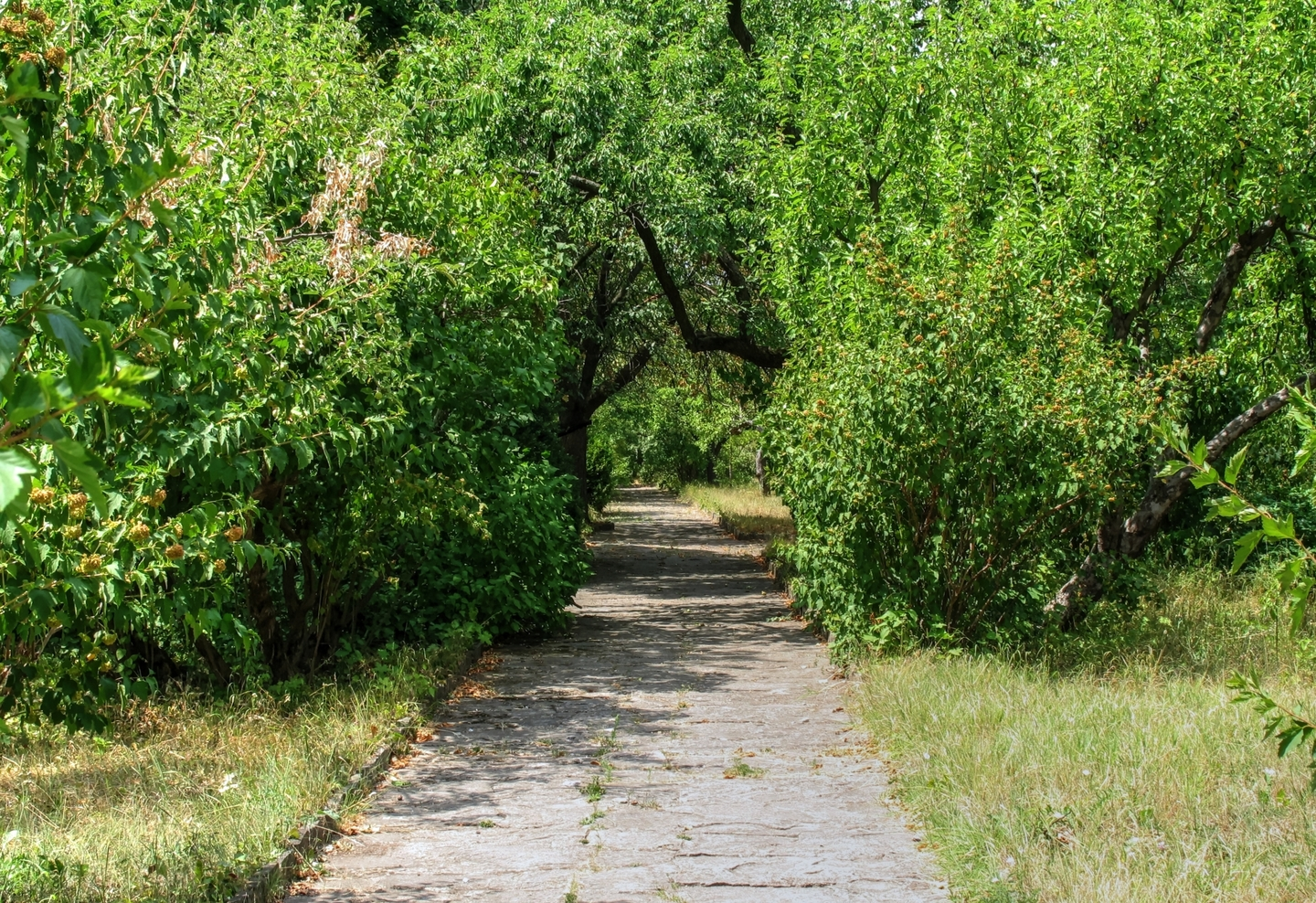
Alee în parc

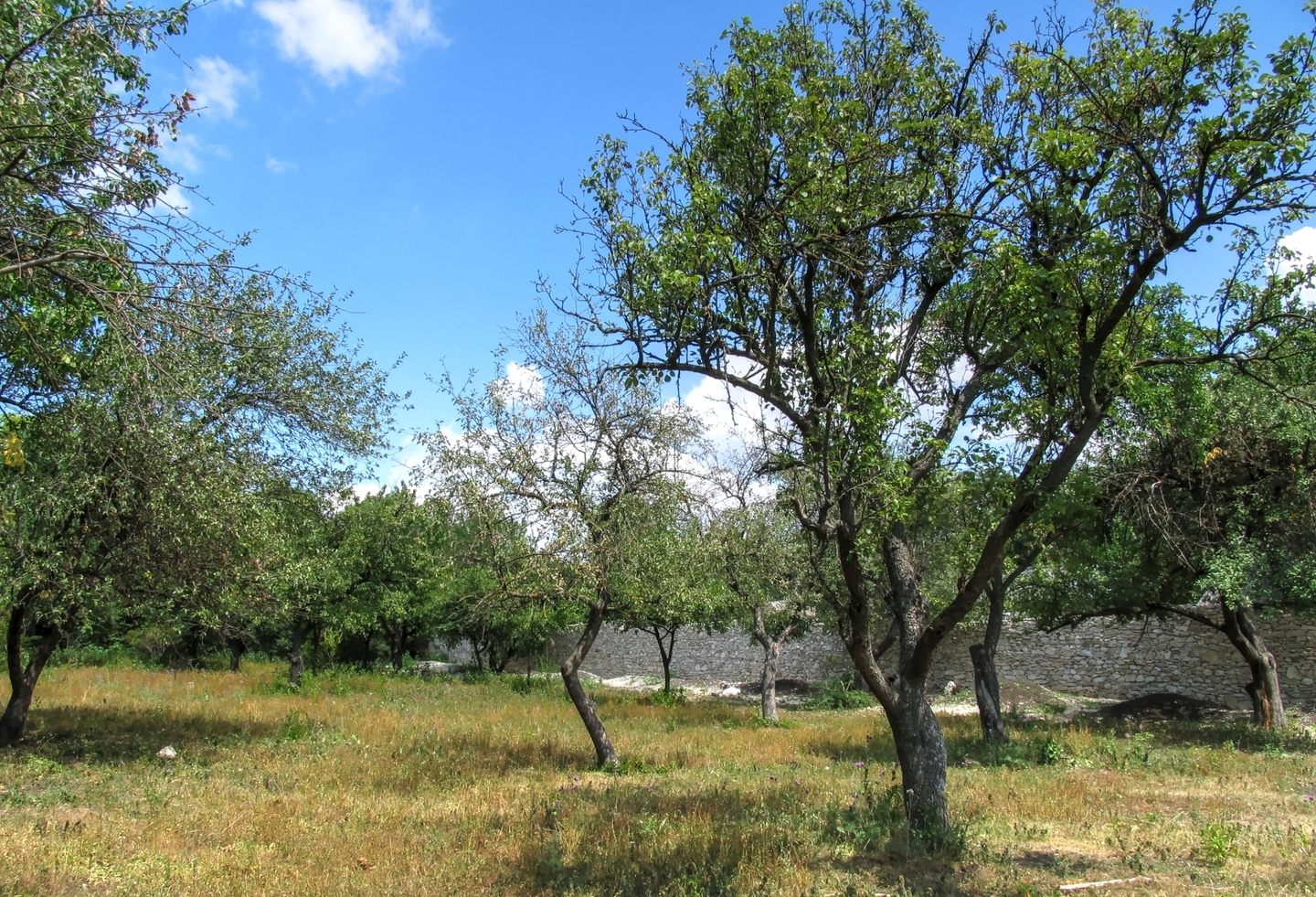
Livada

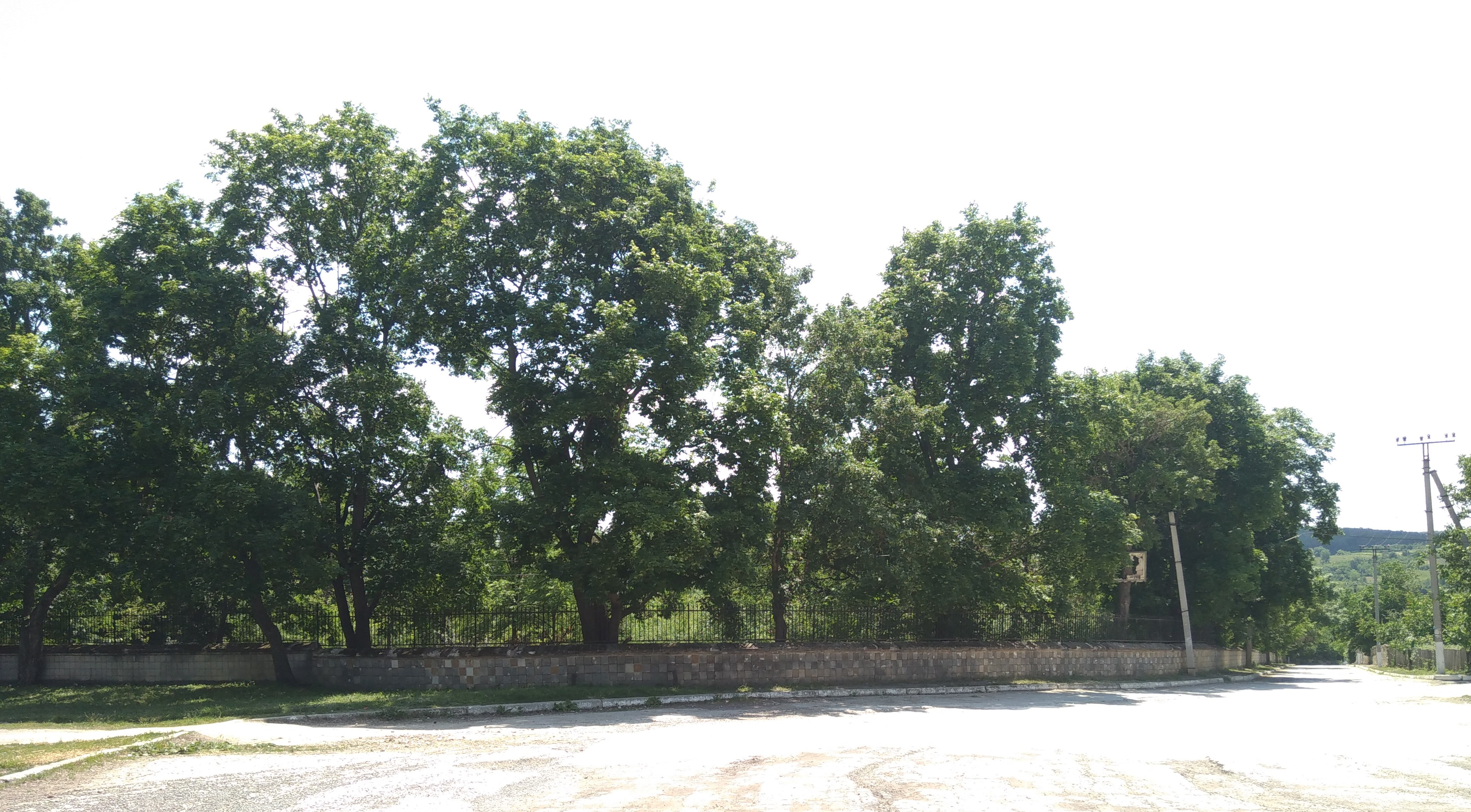
Vedere a fâșiei de foioase de-a lungul gardului, colțul de nord-vest

În 2013, parcul avea 37 specii și forme de arbori și arbuști, cu excepția livezii și a plantelor autohtone care au invadat parcul din afară. Sunt atestate 9 specii de pinofite, 13 specii de arbuști și 16 specii de arbori decorativi. Se remarcă lipsa speciilor de liane agățătoare, cu excepția viței de Canada.
Lista speciilor de plante lemnoase din parcul Hincăuți este prezentată în tabel.
| Nomenclatura binară           | Denumirea populară | Proveniență geografică                |
| ----------------------------- | ------------------ | ------------------------------------- |
| Conifere                      |                    |                                       |
| Abies alba Mill.              | Brad alb           | Europa de sud, Carpați                |
| Abies nordmanniana Spach.     | Brad de Caucaz     | Caucaz                                |
| Biota orientalis Endl.        | Biota orientală    | China de nord                         |
| Picea orientalis Link.        | Molid oriental     | Caucaz                                |
| Picea excelsa Link.           | Molid obișnuit     | Europa centrală, Alpi, Carpați        |
| P. e. f. argentea Beissn.     | M. f. argintie     | Europa                                |
| Pinus nigra Arn.              | Pin negru          | Europa centrală și de sud             |
| Pinus strobus L.              | Pin moale          | America de Nord                       |
| Tsuga canadensis (L.) Carr.   | Tsuga de Canada    | America de Nord                       |
| Ginkgo biloba L.              | Ginco              | China                                 |
| Foioase                       |                    |                                       |
| Acer campestre L.             | Jugastru           | Europa, Asia, Africa de nord          |
| Acer platanoides L.           | Paltin de câmp     | Europa, Asia Mică, Caucaz             |
| Acer negundo L.               | Arțar american     | America de Nord                       |
| Acer pseudoplatanus L.        | Paltin de munte    | Carppați, Caucaz                      |
| Aesculus hippocastanum L.     | Castan porcesc     | Balcani                               |
| Betula verrucosa Erhr.        | Mesteacăn          | Europa, Asia Mică, Balcani            |
| Buxus sempervirens L.         | Merișor            | America de Nord, Europa de sud        |
| Caragana arborescens Lam.     | Caragana           | Siberia de vest                       |
| Cerasus avium (L) Moench.     | Cireș amar         | Europa de mijloc și de sud, Asia Mică |
| Cotoneaster lucidus Schlecht. | Bârcoace           | Siberia de est                        |
| Crataegus monogyna Jocq.      | Păducel            | Europa de est și de mijloc            |
| Euonymus europaea L.          | Salbă moale        | Europa                                |
| Fraxinus excelsior L.         | Frasin             | Europa, Asia Mică                     |
| Ligustrum vulgare L.          | Lemn câinesc       | Europa de sud, Caucaz                 |
| Lonicera tatarica L.          | Caprifoi           | Europa de est                         |
| Mahonia aquifolium Nutt.      | Mahonia            | America de Nord                       |
| Morus alba L.                 | Dud                | China                                 |
| Padus serotina Borkh.         | Mălin american     | America de Nord                       |
| Philadelphus coronarius L.    | Lămâița            | Asia Mică, Caucaz                     |
| Philadelphus pubescens Lois.  | Lămâița            | Caucaz                                |
| Rosa canina L.                | Măcieș             | Eurasia                               |
| Syringa vulgaris L.           | Liliac             | Balcani                               |
| Sorbus micropetala Zab.       | Scoruș             | Europa, Asia                          |
| Spiraea vanhouttei Zab.       | Cununița           | hibrid                                |
| Tilia platyphyllos Scop.      | Tei cu frunze mari | Europa de sud-est, Caucaz             |
| Tilia tomentosa Moench.       | Tei argintiu       | Europa de est, Caucaz                 |

* brazii și molizii s-au uscat în 2012